# Scurtcircuit

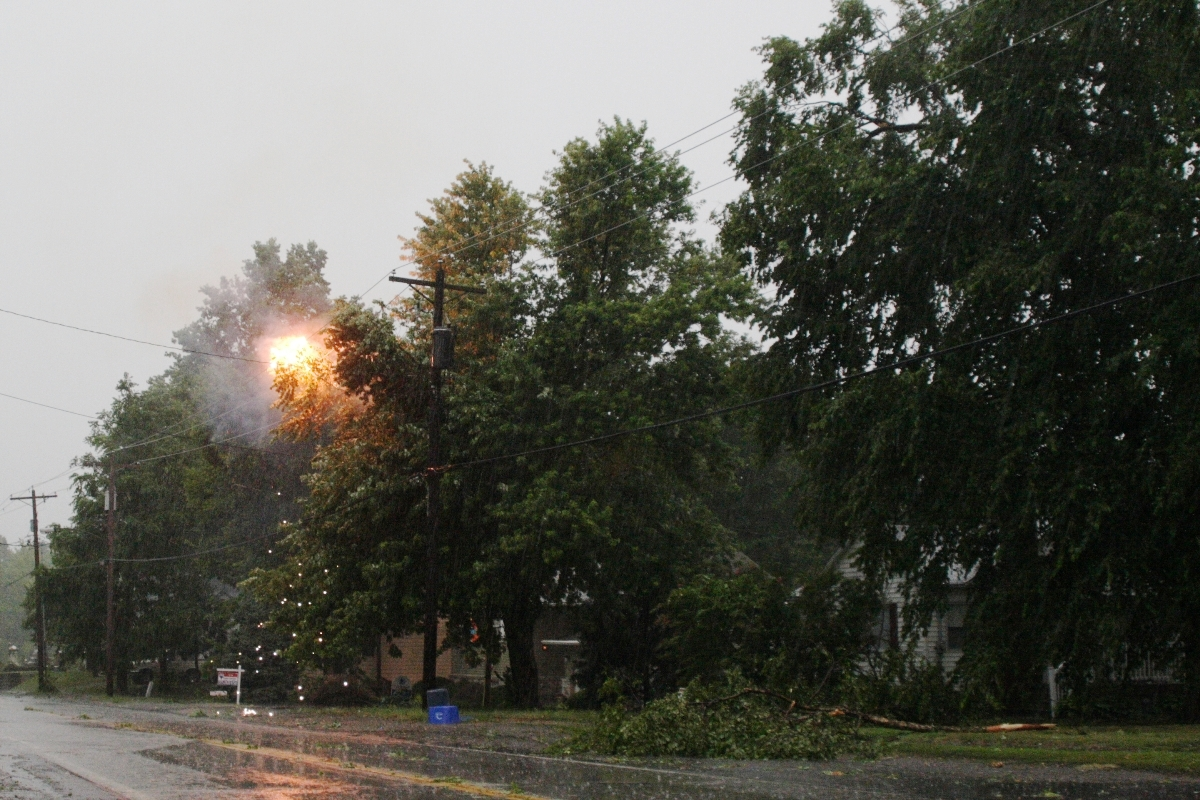
Crengile copacilor provocând un scurtcircuit, declanșând un arc electric în timpul unei furtuni

Un scurtcircuit (uneori abreviat scurt sau s/c) este un circuit electric care îi permite unui curent să ocolească circuitul de sarcină pe o cale nedorită, cu o impedanță electrică mult mai mică. Rezultatul este o cantitate masivă de curent care trece prin circuit. Opusul scurtcircuitului electric este circuitul deschis, care este o rezistență infinită dintre cele două capete sau noduri. Este comun faptul că se folosește termenul de „scurtcircuit” pentru a descrie orice defecțiune electrică fără a se ține cont de adevărata problemă. 

## Definiție
Un scurtcircuit este o conexiune anormală între două capete ale unui circuit electric destinate să fie la tensiuni diferite. Acest lucru rezultă într-un curent electric limitat doar de rezistența echivalentă a lui Thévenin, ceea ce poate duce la pagube produse la nivelul circuitului electric, care includ: foc, o explozie sau supraîncălzire. Chiar dacă de obicei scurtcircuitul este produsul unei erori umane sau a unor calamități produse de mediu, sunt anumite cazuri în care scurtcircuitul este produs intenționat.
În analiza circuitelor, un scurtcircuit este definit ca o conexiune între două noduri care le obligă să fie la aceeași tensiune. Într-un scurtcircuit „ideal”, acest lucru înseamnă că nu există nici o rezistență și, astfel, nici o cădere de tensiune de-a lungul conexiunii. În circuite reale, rezultatul este o conexiune cu aproape nicio rezistență. În acest caz, curentul este limitat numai de rezistența circuitului rămas.

## Exemple
Un tip comun de scurtcircuit apare atunci când bornele pozitive și negative de la o baterie sunt conectate cu un conductor de rezistență joasă, ca o sârmă. Cu o rezistență scăzută în conexiune, un curent de mare intensitate va traversa, provocând livrarea unei cantități mari de energie într-un scurt timp.
Un curent mare care curge printr-o baterie poate provoca o creștere rapidă a temperaturii, rezultând potențial într-o explozie cu eliberare de hidrogen și electrolit (un acid sau o bază), care poate arde țesutul și provoca orbire sau chiar moartea. Firele supraîncărcate, de asemenea, se vor supraîncălzi cauzând pagube la izolarea firelor sau pornind un incendiu. Condițiile unui curent mare pot apărea și cu un motor electric sub funcțiune în condiții de stagnare atunci când rotorul unei pompe electrice este blocat de resturi; acest fapt nu rezultă într-un scurtcircuit, dar poate avea rezultate similare.
În aparatele electrice scurtcircuitele sunt de obicei provocate atunci când izolația unui fir se rupe, sau atunci când un alt material conductor face contact cu firul, permițând curentului electric să traverseze o altă cale față de cea intenționată.
În rețeaua de circuite, scurtcircuitul poate apărea între două faze, între o fază și neutru sau între o fază și pământ (sol). Astfel de scurtcircuite sunt capabile să conducă un curent foarte mare și, prin urmare, pot declanșa rapid un dispozitiv de protecție împotriva supracurentului. Cu toate acestea, scurtcircuitele pot apărea între conductori neutri și pământ și între doi conductori de aceeași fază. Un astfel de scurtcircuit poate fi periculos, mai ales că acestea nu pot rezulta imediat într-un curent mare și, prin urmare, sunt mai puțin probabile de a fi detectate. Efecte posibile includ trecerea neașteptată a unui curent printr-un fir care se credea a fi izolat. Pentru a ajuta la reducerea efectelor negative ale scurtcircuitelor, transformatoarele și distribuitoarele de curent sunt construite cu o cantitate anume de dispozitive care previn acest lucru.
Un scurtcircuit poate duce la formarea unui arc electric. Arcul, un canal cald ionizat de plasmă, este un foarte bun conductor și poate persista chiar și după ce cantități semnificative din materialul original s-au evaporat. Eroziunea suprafeței este un tip de daună tipică provocată de un arc electric. Chiar și arcurile electrice scurte pot elimina cantități semnificative de material de pe electrozi. Temperatura rezultată este foarte mare (mii sau zeci de mii de grade Celsius), provocând metalul de pe suprafețele de contact să se topească, migrând cu curentul precum și sărind în aer ca particule fine.

## Daune
Curentul unui scurtcircuit poate, în câteva milisecunde, să depășească de mii de ori curentul normal la care poate opera sistemul în cauză. Daunele sau pagubele produse de scurtcircuit/e pot fi prevenite prin instalarea de siguranțe, întrerupătoare de circuit, sau alte tipuri de protecție, care deconectează alimentarea ca rezultat la curentul excesiv. Protecțiile împotriva supraîncărcării electrice trebuie să fie alese în funcție de evaluarea curentă a circuitului. Circuitele pentru aparatele electrocasnice mari necesită dispozitive de protecție stabilite pentru curentul mai mare. Cablurile alese în clădiri cât și codurile electrice sunt alese astfel încât să asigure operarea în siguranță în cazul supraîncărcării electrice. Un astfel de dispozitiv trebuie ales astfel încât să întrerupă, în siguranță, curentul maxim în sistem produs de scurtcircuit.
Într-o instalare incorectă, supracurentul de la un scurtcircuit poate provoca încălzirea ohmică a părților circuitului cu conductivitate slabă (contacte greșite la cabluri, contacte greșite la prize sau chiar la scurtcircuitul în sine). Astfel, supraîncălzirea provocată de scurtcircuit este o cauza comuna de incendii. Un arc electric, dacă se formează în timpul unui scurtcircuit, produce o mare cantitate de căldură și poate provoca aprinderea substanțelor combustibile.
În sistemele de distribuție și folosire industriale, forțele dinamice generate de curenții scurtcircuitului mare pot cauza despărțirea conductorilor. Barele, cablurile sau aparatele pot fi afectate de forțele generate într-un scurtcircuit.

## Concepte similare
În electronică, modelul ideal a unui amplificator operațional este spus de a produce un scurtcircuit virtual între bornele de intrare, pentru că indiferent de intensitatea curentului de ieșire, diferența de potențial dintre bornele de intrare este zero. Dacă una dintre bornele de intrare este conectată la sol, celălalt este spus a oferi o masă virtuală pentru că potențialul său este (în mod ideal) identică cu cea de la sol. Un amplificator operațional ideal are, de asemenea, impedanță de intrare infinită, deci, spre deosebire de un scurtcircuit real, curentul nu circulă între terminalele circuitului virtual scurt.